# Catedral de San Basilio el Grande (Bucarest)
La Catedral de San Basilio el Grande  (en rumano: Catedrala Sfântul Vasile din București) es el nombre que recibe un edificio religioso católico ubicado en la calle 50 Polona, se trata de la primera iglesia de rito greco-católico rumano construida en Bucarest la capital del país europeo de Rumania. El Santo patrón de la iglesia es Basilio de Cesarea y la misa que celebra su dedicación es el 1 de enero de cada año.
Fue construida en 1909, y elevada a catedral en 1940, pero posteriormente pasó a la jurisdicción de la Iglesia ortodoxa. 
El 30 de agosto de 2014 se celebró una ceremonia de inauguración del primer obispo de la eparquía de San Basilio el Grande en Bucarest en el interior de la catedral. 
El 2 de junio de 2005, en una reunión con el primer ministro Calin Popescu-Tariceanu, el Patriarca de la Iglesia Ortodoxa Rumana, Teoctist Arăpașu reafirmó su intención de regresar la Iglesia de San Basilio a su legítimo propietario católico. Pero la promesa no se puso en práctica de inmediato, por lo que la recuperación continuó en los tribunales y fue ganado después de 14 años de disputas a la parroquia católica griega.
El 28 de diciembre de 2006 la Iglesia de San Basilio el Grande en Bucarest, volvió a manos de la Iglesia rumana unida con Roma, greco católica, pero a un sacerdote ortodoxo rumano se le permitió utilizar la rectoría hasta febrero de 2007.
El 4 de mayo de 2008, en una ceremonia a la que asistieron más de 2.000 personas, n la iglesia se instaló un nuevo obispo católico griego, ahora vicario de Bucarest, Mihai Frăţilă, y el edificio fue elevada a catedral católica.